# ESC Soest
Der ESC Soest war ein Eishockeyverein aus Soest.

## Geschichte

### EC Soest
Der EC Soest wurde im Jahre 1970 gegründet. Im Jahre 1971 stieg die Mannschaft in die Regionalliga Nord auf und wurde dort in der folgenden Saison 1971/72 Vorletzter. Tiefpunkt der Saison war eine 1:33-Niederlage beim Duisburger SC am 22. Januar 1972. Die Saison 1972/73 schlossen die Soester als Fünfter ab. Durch eine Ligareform und die Einführung einer 2. Bundesliga spielte der EC Soest ab 1973 in der Oberliga Nord. Zwar wurde in der Saison 1973/74 sportlich der Klassenerhalt geschafft, musste aber nach dem Konkurs den Spielbetrieb einstellen.

### ESC Soest
Als Nachfolgeverein wurde der ESC Soest gegründet, der gleich in seiner ersten Saison in die Regionalliga West aufstieg, aber in der folgenden Saison 1975/76 mit 2:22 Punkten Tabellenletzter zu werden. Am Saisonende zog der Verein die Mannschaft zurück. Nach vielen Jahren in der höchsten Spielklasse von Nordrhein-Westfalen gelang den Soestern 1990 der Wiederaufstieg in die Regionalliga West. Hier hielt sich die Mannschaft zwei Jahre lang, ehe der Verein die Mannschaft 1992 freiwillig in die Landesliga NRW zurückzog. Als die Mannschaft 1996 gegen ihren Willen zurückgezogen wurde, gründeten zwölf Spieler am 5. Dezember 1996 die Soester EG.

## Persönlichkeiten
- Friedrich Gillen
- Bernd Haake
- Horst Kubik
- Gerhard Möller
- Karl-Heinz Muus
- Gerd Schulte
- Wolfgang Wellner
- Manfred Wendland